# Federação Tocantinense de Futebol
La Federação Tocantinense de Futebol (en español: Federación Tocantinense de Fútbol) es la entidad que controla el fútbol en el Estado de Tocantins y representa a los clubes tocantinenses en la CBF. Es presidida desde su fundación por el senador Leomar Quintanilla.

## Competiciones
| Competición                                 | Edición atual | Última edición | Actual campeón         |
| ------------------------------------------- | ------------- | -------------- | ---------------------- |
| Campeonato Tocantinense                     | 2019          | 2019           | Palmas (6º título)     |
| Campeonato Tocantinense de Segunda División | 2019          | 2019           | Capital (1º título)    |
| Campeonato Tocantinense Sub-19              | -             | 2018           | Capital (3º título)    |
| Copa Tocantins                              | -             | 1998           | Interporto (1º título) |

## Clubes tocantinenses en competiciones nacionales

### 2020
| Competición    | Equipos               |
| -------------- | --------------------- |
| Série A        | no hay                |
| Série B        | no hay                |
| Série C        | no hay                |
| Série D        | Tocantinópolis Palmas |
| Copa de Brasil | Palmas                |
| Copa Verde     | Palmas                |